# 로이스 차일스
로이스 클리블랜드 차일스(Lois Cleveland Chiles, 1947년 4월 15일 ~ )는 미국의 배우, 전 모델이다.

## 출연 작품

### 영화
- 추억 (1973)
- 위대한 개츠비 (1974)
- 나일 강의 죽음 (1978)
- 죽음의 가스 (1978)
- 007 문레이커 (1979)
- 달콤한 자유 (1986, Sweet Liberty)
- 브로드캐스트 뉴스 (1987)
- 크립쇼 2 (1987)
- 금지된 사랑 (1989)
- 트위스터 (1989, Twister)
- 히트맨 (1991, Diary of a Hitman)
- 베이비시터 (1995, The Babysitter)
- 커들드 (1996)
- 체인지 (1996)
- 스피드 2 (1997)
- 블리스 (1997, Bliss)
- 오스틴 파워: 제로 (1997)
- 블랙 캣 런 (1998, Black Cat Run)
- 본드 걸, 그 영원한 매력 (2002, Bond Girls Are Forever) - 본인 (다큐멘터리)
- Kettle of Fish (2006)

### 텔레비전
- 댈러스 (1982-83)
- Lush Life (1993)